# Liberalismo político (libro)
El Liberalismo político (título original en inglés, Political Liberalism) es un libro del año 1993 escrito por John Rawls, una actualización del anterior Teoría de la justicia (A Theory of Justice, 1971). En él, intenta mostrar que su teoría de la justicia no es una «concepción completa del bien» sino que en lugar de ello es compatible con una concepción liberal del papel de la justicia, a saber, que el gobierno debe ser neutral entre concepciones rivales del bien. Rawls intenta demostrar que sus dos principios de la justicia, bien entendidos, forman una «teoría de lo correcto» (en oposición a una teoría del bien) que debería ser apoyada por todos los individuos razonables, incluso bajo condiciones de razonable pluralismo. El mecanismo por el cual él demuestra esto se llama «consenso superpuesto». Aquí desarrolla también su idea de razón pública.
Una edición ampliada del libro se publicó en 2005. Incluye una introducción añadida, el artículo «The Idea of Public Reason Revisited» (1997) — unas 60 páginas— y un índice del nuevo material.
El texto es resultado de nueve conferencias dictadas por John Rawls. Las primeras tres datan de abril de 1980, y fueron pronunciadas en la Universidad de Columbia. Estas se refieren a la explicación del trasfondo filosófico del liberalismo político en el marco de la razón práctica. Las segundas dos, tratan ideas como la del consenso traslapado, la de la prioridad de lo justo y su relación con las ideas del bien, y la idea de la razón pública. Posteriormente redactó tres conferencias adicionales sobre el liberalismo político, las cuales utilizó para unificar el material de las primeras 6 conferencias.
La versión en español fue publicada por el Fondo de Cultura Económica, en el año 1995. Ha sido reimpreso varias veces, así como otras editoriales.

## Introducción
El autor reconoce que en su libro anterior, Teoría de la justicia, las sociedades modernas se caracterizan por tener varias doctrinas razonables que no necesariamente son compatibles entre sí, ni aceptadas en un consenso por todos o casi todos los ciudadanos.
En Liberalismo político, comienza a hacer distinciones entre las doctrinas filosóficas, morales y políticas, tanto razonables como no razonables. En el mismo, se presupone que la pluralidad de doctrinas en una sociedad es simplemente el resultado del razonamiento humano dentro del régimen democrático, y que las doctrinas comprensivas razonables no rechazan los principios esenciales del razonar.
El liberalismo político, con su pluralidad en las doctrinas, se originó a raíz de la Reforma religiosa en los siglos XVI y XVII, que trajo la libertad de conciencia y de pensamiento. El liberalismo político no intenta encarar temas morales que dividen las múltiples doctrinas en la sociedad, ya que la filosofía moral, únicamente le concierne, si llega a afectar el trasfondo cultural y las doctrinas comprensivas que apoyan al régimen institucional.

## Contenido

### La estructura básica como objeto
John Rawls plantea que toda sociedad requiere la existencia, de lo que él denomina, la “Estructura Básica”, sobre la cual emerge una teoría de justicia, utilitarismo, moralismo y teoría libertaria. Rawls parte idealmente del hecho que, las personas son morales, libres e iguales; la actuación se basa en una concepción del bien con capacidad de entendimiento.
La estructura básica está integrada por componentes como la familia, la organización de la economía, las formas de propiedad e instituciones como la iglesia y las universidades. Todo ello, determina relaciones sociales independientes de ciudadanos entrelazados en un Pacto Social, equilibrado mediante una mano invisible que supera las desigualdades de los menos favorecidos. A tal pacto se pertenece por nacer en la sociedad, por tanto su participación es voluntaria y natural. Basado en la teoría libertaria, considera que el Estado es un ente más de la estructura básica y que su misión solo se refiere a la atención de las instituciones sociales, sin perturbar la economía y las libertades individuales. Es ahistórico y señala que de un estado de naturaleza abundante, los hombres tomaron lo que necesitaban y lo fueron heredando en el tiempo, por consiguiente no hay injusticia con la propiedad de los medios de producción; pero que la teoría de la justicia sobre los principios de que cada persona tiene el mismo derecho en un amplio esquema de libertades, puede ir corrigiendo las desigualdades sociales, para que mayores beneficios se otorguen a los menos privilegiados.

### Constructivismo político
Los principios de la justicia política son consecuencia de un procedimiento de construcción en el que las personas racionales (o sus representantes), sujetas a condiciones razonables, adoptan los principios que regulan la estructura básica de la sociedad. El constructivismo forma parte del liberalismo político, ocupándose de lo concerniente a lo político. Es a su vez, un punto de vista en cuanto a la estructura y el contenido de una concepción política. Indica en cuanto se logra el equilibrio reflexivo, que los principios de la justicia política (el contenido) puedan presentarse como el resultado de cierto procedimiento de construcción.
El constructivismo político de Rawls, supone que puede haber acuerdos políticos al margen de valores morales extensos, al interior de los individuos.
Tanto el pluralismo razonable y la necesidad de tener una sociedad democrática para asegurar la posibilidad de un consenso traslapado acerca de sus valores políticos fundamentales forman parte del significado del constructivismo político.

### Características del constructivismo político
Existen algunas características del constructivismo político que difieren del intuicionismo racional como por ejemplo:
- Que utiliza una concepción bastante compleja de la persona y de la sociedad para dar forma y estructura a su construcción.
- Especifica una idea de lo razonable y aplica la misma a varios sujetos, siendo ellos: juicios, fundamentos, personas, instituciones, principios y concepciones.
- Los principios de la justicia política pueden ser representados como resultado de un procedimiento de construcción, en el cual los agentes racionales seleccionan los principios para regular la estructura básica de la sociedad.
- La razón práctica es la base para la construcción del procedimiento.

### El constructivismo moral de Kant
Entre el constructivismo moral de Kant y el constructivismo político de Rawls, existen algunas diferencias. Tales como el hecho de que la doctrina de Kant es un punto de vista moral comprensivo, en que el ideal de autonomía tiene un papel regulador para toda la vida mientras en Rawls no sobrepasa el acuerdo político. Otra de las diferencias, es que el constructivismo moral de Kant tiene su fundamento en su filosofía del conocimiento idealista, mientras que Rawls no asume ninguna posición epistemológica. Así, el constructivismo de Kant es más profundo; sin embargo, el constructivismo político, acepta el punto de vista de Kant, en cuanto a que los principios de la práctica, se originan en nuestra conciencia moral informada por la razón práctica.

### Concepciones de objetividad
La objetividad puede ser concebida desde tres puntos de vista diferentes: el constructivismo moral de Kant; el intuicionismo racional; y, el constructivismo político. Rawls sostiene que este último, tiene un mayor poder explicativo para dilucidar la práctica política, por las siguientes razones:
- Primero: Una concepción de la objetividad debe establecer un marco público de pensamiento que sea suficiente para que el concepto del juicio se aplique y para que se llegue a conclusiones fundamentadas en la razón y en la evidencia.
- Segundo: Resulta definitivo el juicio que apunta hacia lo razonable o hacia lo verdadero según sea el caso.
- Tercero: La concepción de objetividad debe especificar un orden de razones que se obtengan de sus principios y criterios, y debe asignar estas razones a agentes, individuales o corporativos como razones que deberán ponderar y que deberán guiarlos en ciertas circunstancia
- Cuarto: Debe distinguir el punto de vista objetivo del punto de vista de cualquier agente particular o cualquier grupo de agentes en cualquier momento o circunstancia.
- Quinto: La objetividad toma en cuenta el acuerdo en el juicio entre los agentes razonables.

### La idea de un consenso entrecruzado
La idea de un consenso entrecruzado describe como el mismo en los terrenos políticos es, sus características, y lo que no debe ser, ni indiferente ni escéptico. De esta manera, el autor comienza describiendo la posibilidad del liberalismo político, como una distinción de justicia y un antecedente para la existencia de un consenso entrecruzado. Así el liberalismo político se da sobre la base de una existencia de un régimen constitucional bien ordenado y basado en dos puntos: la resolución de los elementos constitucionales esenciales en materia de justicia básica que puedan resolverse apelando a los valores políticos y, el segundo, que los valores políticos expresados por sus principales ideales tengan el suficiente peso para prevalecer sobre todos los demás valores que podrían entrar en conflicto con ellos. Después Rawls presenta una relación de la concepción política con la estabilidad; diciendo que la misma es una característica puramente práctica ya que si fracasa en estabilidad es inútil tratarla y se debe de tomar en cuenta las clases de inestabilidad y la naturaleza de las fuerzas que la consolidan. En un siguiente apartado, el autor presenta las tres características de un consenso entrecruzado: El consenso de doctrinas comprehensivas razonables, la unidad social no debe de basarse en la idea de consenso entrecruzado, y la idea de someter el consenso entrecruzado mismo a la idea de pluralismo razonable. Por otra parte, el autor dice que el consenso entrecruzado no de debe ser ni indiferente ni escéptico, deviniendo el mismo de la justicia debiendo aplicar los principios de la tolerancia y de libertad de conciencia. Finalmente, Rawls discute cómo una concepción política no necesita ser comprehensiva, ya que los valores políticos deben de alguna forma prevalecer sobre los demás para la existencia de un régimen constitucional y la disminución de conflictos en la sociedad. Después, se describen los pasos hacia un consenso constitucional, que busca enmendar las dificultades utópicas del consenso entrecruzado aplicando el mismo a un solo ente que busca ser universal para el estado. Finalmente, se presenta los pasos para un consenso entrecruzado que se basan en las ideas de justicia como imparcialidad como una concepción política.

### La Idea de la Razón Pública
La “razón pública” es el criterio demarcador que permite distinguir qué elementos pueden ser asumidos en el debate político y cuáles deben ser excluidos en virtud de estar vinculados con doctrinas comprehensivas del bien, sea a nivel ético-moral o religioso. Las doctrinas comprehensivas ofrecen un abanico de respuestas globales a las cuestiones fundamentales de la vida humana, creando así convicciones que regularmente están en contraposición entre sí. El ethos liberal moderno reconoce esta pluralidad de convicciones e invita a que las personas sean tolerantes entre sí, para así evitar daños a la convivencia pacífica, la justicia y la libertad entre los hombres. Mediante la “razón pública”, los ciudadanos poseen criterios claros para alcanzar acuerdos que responden al interés social y comprender los motivos sobre decisiones socialmente trascendentes.
El concepto de “razón publica” se apoya sobre dos premisas: a) los ciudadanos son libres e iguales y que son capaces de regular su comportamiento de acuerdo a concepciones racionales del bien y, b) la sociedad es un sistema justo/equitativo de cooperación entre ciudadanos libres e iguales capaces de elaborar una concepción política de la justicia.

## Críticas
Se ha acusado a Rawls de mantenerse en el utilitarismo clásico. En ese sentido, las instituciones más importantes de la sociedad están dispuestas de tal modo que obtienen el equilibrio neto de satisfacción distribuido entre todos los individuos pertenecientes a ella, entonces la sociedad esta correcta, es ordenada y justa. Según algunas personas, tal posición es una falta de respeto hacia los individuos; pues, una persona no es considera como valiosa y digna de protección por derecho propio; por ende, tienen que aceptar bajos niveles de utilidad, siempre y cuando, forme parte del esquema que maximiza su utilidad total.
Otras críticas indican que Rawls no considera externalidades que aportan forma negativa, como la pobreza, corrupción, violencia, estados débiles, hambre, desempleo, que muchas veces son toleradas porque no afectan la línea de los derechos básicos.
Los siguientes son críticas textuales de varios autores:

"Es preciso entender el cometido de la serie de trabajos iniciada en 1972, que culminaría con la publicación de Political liberalism en 1993. La defensa del liberalismo político no supondría, sin embargo, un desmentido de la argumentación moral de su teoría de la justicia, aunque sí volvería a abrir el debate sobre su adecuación. De esta forma, el trabajo pone de manifiesto que la formulación rawlsiana de un liberalismo político, en la tradición del liberalismo social de John Stuart Mill, no sólo no contradice, sino que exige con plena coherencia la defensa del universalismo moral de su teoría de la justicia. Así como del igualitarismo de los derechos que ésta supone. El cambio de registro en su argumentación viene motivado por el intento de dar respuesta al problema del pluralismo político generado por las democracias liberales."

"El liberalismo político ha generado un conjunto sorprendente de los debates contemporáneos en liberalismo. Esto es perfectamente comprensible, para el debate post-rawlsiano el cual ha planteado cuestiones de profundo significado para la sociedad contemporánea (es decir, la situación actual de los radicales, culturales, religiosos y el pluralismo étnico), y cabe duda de que las cuestiones planteadas por Rawls acerca de la ciudadanía liberal y de cómo se debe dar cabida a las formas liberales de la religión es totalmente digno de la atención que han recibido de los políticos filósofos. "Liberalismo político" es un texto sorprendente que tal vez ha recibido menos atención en la literatura referente a los méritos de Rawls.(...)"